# Panellenio Protathlema 1946-1947
La Panellenio Protathlema 1946-1947 è stata la 13ª edizione del campionato di calcio greco conclusa con la vittoria dell'Olympiacos Pireo, al suo sesto titolo.
Capocannoniere del torneo fu Vazos Jianis (Olympiacos Pireo) con 12 reti.

## Formula
Le squadre partecipanti disputarono una prima fase a carattere regionale.
Furono ammesse alla finale nazionale sei club che disputarono un girone di andata e ritorno per un totale di 10 partite.
Alla vincente venivano assegnati 3 punti, due al pareggio e uno in caso di sconfitta.
L'Iraklis fu penalizzata di un punto e il Makedonikos di due.

## Squadre partecipanti
| Squadra     | Città      | Stadio |
| ----------- | ---------- | ------ |
| AEK Atene   | Atene      |        |
| Atromītos   | Peristeri  |        |
| Īraklīs     | Salonicco  |        |
| Makedonikos | Neapoli    |        |
| Olympiacos  | Il Pireo   |        |
| Paniōnios   | Nea Smyrnī |        |

## Classifica girone finale
|                   | Pos. | Squadra     | Pt | G  | V | N | P  | GF | GS | DR  |
| ----------------- | ---- | ----------- | -- | -- | - | - | -- | -- | -- | --- |
| Grecia (bandiera) | 1.   | Olympiacos  | 25 | 10 | 7 | 1 | 2  | 27 | 11 | +16 |
|                   | 2.   | Īraklīs     | 24 | 10 | 6 | 3 | 1  | 19 | 10 | +9  |
|                   | 3.   | Paniōnios   | 23 | 10 | 6 | 1 | 3  | 23 | 17 | +6  |
|                   | 4.   | AEK Atene   | 19 | 10 | 4 | 1 | 5  | 15 | 14 | +1  |
|                   | 5.   | Atromītos   | 18 | 10 | 3 | 2 | 5  | 12 | 21 | -9  |
|                   | 6.   | Makedonikos | 8  | 10 | 0 | 0 | 10 | 13 | 36 | -23 |

Legenda:

      Campione di Grecia
Note:

Tre punti a vittoria, due a pareggio, uno a sconfitta.
Iraklis 1 punto di penalizzazione
Makedonikos 2 punti di penalizzazione

### Verdetti
- Olympiakos Pireo campione di Grecia

## Marcatori
| Gol |  |  | Giocatore    | Squadra    |
| --- |  |  | ------------ | ---------- |
| 12  |  |  | Vazos Jianis | Olympiacos |
| 6   |  |  | Papadakis    | Īraklīs    |
| 6   |  |  | Papageorgiou | Atromītos  |